# Via Krupp
Via Krupp je povijesna zavojita cesta popločana staza na otoku Capriju koja povezuje kartuziju San Giacomo i područje Augustovih vrtova s Marinom Piccola. Naručio njemački industrijalac Friedrich Alfred Krupp, staza pokriva visinsku razliku od oko 100 m.
Izgrađena između 1900. i 1902., Via Krupp je navodno bila veza za Kruppa između njegovog luksuznog hotela, Grand Hotel Quisisana, i Marine Piccola, gdje je bio usidren njegov brod za istraživanje morske biologije. Taj ga je put, međutim, doveo i do Grotta di Fra Felice, špilje u kojoj su se održavale seksualne orgije s lokalnom mladeži. Kada je skandal izašao u javnost, Krupp je 1902. zamoljen da napusti Italiju.
Od 1976. Via Krupp je većinu vremena bila zatvorena zbog opasnosti od pada kamenja.

## Vanjske poveznice
|  | Zajednički poslužitelj ima još gradiva o temi Via Krupp |